# بيتر جدعون
بيتر جدعون (بالإنجليزية: Peter Gideon)‏ (29 ديسمبر 1987 بنيجيريا - ) هو لاعب كرة قدم نيجيري في مركز الهجوم. لعب مع إينوغو رينجرز وناساراوا يونايتد.